# Saint-Martin-du-Tertre, Yonne
Saint-Martin-du-Tertre este o comună în departamentul Yonne, Franța. În 2009 avea o populație de 1,527 de locuitori.

## Evoluția populației
| An        | 1975 | 1982  | 1990  | 1999  | 2006  | 2009  |
| --------- | ---- | ----- | ----- | ----- | ----- | ----- |
| Populație | 975  | 1,273 | 1,313 | 1,445 | 1,509 | 1,527 |